# Учреждение среднего образования
Учреждение среднего образования (учреждение вторичного образования; средняя школа; англ. secondary school) — учреждение, которое предоставляет среднее образование, а также обычно включает в себя здание, в котором это происходит. Некоторые средние школы предоставляют как неполное среднее образование (в возрасте от 11 до 14 лет), так и полное среднее образование (в возрасте от 14 до 18 лет), т. е. уровни 2 и 3 по шкале МСКО, но они также могут предоставляться в отдельных школах, как в американской системе среднего и старшего школьного образования. В Великобритании в большинстве государственных и частных школ обучаются ученики в возрасте 11—16 или 11—18 лет. В некоторые элитные частные школы Великобритании, то есть общественные школы, принимаются ученики в возрасте от 13 до 18 лет.
Средние школы являются продолжением начальных школ и готовят к профессиональному или высшему образованию. Посещение, как правило, является обязательным для учащихся до 16 лет. Организации, здания и терминология в каждой стране более или менее уникальны.

## Уровни образования
В шкале образования МСКО 2011 года уровни 2 и 3 соответствуют среднему образованию, а именно:
- Неполное среднее образование — первый этап среднего образования, основанный на начальном образовании, как правило, с более предметно-ориентированной учебной программой. Возраст учащихся обычно 12—16 лет.
- Полное среднее образование — второй этап среднего образования и заключительный этап формального образования для учащихся, как правило, в возрасте 16–18 лет, подготовка к высшему/взрослому образованию или приобретение навыков, необходимых для трудоустройства. Обычно с увеличенным набором тематических вариантов и потоков[6].

## Терминология: описания когорт
В англоязычном мире для описания возраста ребёнка широко используются три системы. Во-первых, это «эквивалентные возрасты»; тогда страны, которые основывают свои системы образования на «английской модели», используют один из двух методов для определения годовой группы, в то время как страны, которые основывают свои системы на «американской модели K–12», называют свои годовые группы «классами». Ирландская модель структурирована аналогично английской модели, но имеет существенные отличия в плане наименований. Эта терминология распространена в научной литературе.

## Правовые рамки
Школы существуют в строгих правовых рамках, где они могут быть подотчётны церкви, государству через местные органы власти и заинтересованным сторонам. В Англии (и в других частях Соединённого Королевства) существует шесть основных типов школ, финансируемых государством, работающих параллельно с частным сектором. Государство заинтересовано в обеспечении безопасности во всех школах. Все финансируемые государством школы в Англии по закону обязаны иметь веб-сайт, на котором они должны публиковать подробную информацию об управлении, финансах, целях учебной программы и политике защиты персонала и учеников в соответствии с «Положением о школьной информации (Англия) (поправка) 2012 и 2016 годов». Усодун следит за этим.